# جون دبليو. بوير
جون دبليو. بوير (بالإنجليزية: John W. Boyer)‏ هو مؤرخ أمريكي، ولد في 17 أكتوبر 1946.